# Ботаничка башта Крагујевац
Ботаничка башта Крагујевац је организациона целина Института за биологију и екологију Природно-математичког факултета Универзитета у Крагујевцу. Отворена је 1997. године. Налази се у склопу Спомен-парка Крагујевачки октобар у Шумарицама. Простире се на 18,4 ha, представља научно-наставну базу Природно-математичког факултета у Крагујевцу и тренутно је највећа ботаничка башта на Балкану.
Захваљујући бројним садржајима, како едукативним тако и забавним, намењеним свим узрастима, Ботаничка башта Крагујевац уврштена је у туристичку понуду града Крагујевца.

## Карактеристике локације

### Положај
Ботаничка башта се налази на надморској висини 199—212,85 m, са нагибом терена од 6-20%, северне и јужне експозиције. Како се налази на територији Спомен-парка Крагујевачки октобар који је заштићен као непокретно културно добро, Башта потпада под ову заштиту.

### Климатске карактеристике
Клима подручја је умерено континентална, са израженим годишњим добима. Башта је подигнута на станишту климатогене заједнице храста сладуна и цера (Quercetum confertae-cerris Rudski).

### Геолошке карактеристике
Геолошка подлога је хетерогена и састоји се од више врста седиментних и еруптивних стена. У педолошком саставу земљишта доминира смоница.

## Историја
Идеја о потреби формирања Ботаничке баште у Крагујевцу потиче још од Јосифа Панчића (1847). Оснивањем Института за биологију у оквиру Природно-математичког факултета, 1972. године, реализација ове идеје постала је све извеснија.
У оквиру програма заштите биодиверзитета Влада СР Југославије донела је 1993. године Резолуцију о очувању биодиверзитета у нашој земљи. Једна од важних мера ове Резолуције предвиђала је и формирање ботаничких башти. Као резултат сарадње ресорног министарства и локалне самоуправе, у Крагујевцу је основана Ботаничка башта, као посебна организациона целина Института за биологију и екологију Природно-математичког факултета Универзитета у Крагујевцу. Исте те 1993. године урађени су Претходни услови за израду пројекта Баште и Идејни пројекат. Радови на изградњи Баште трајали су четири године и свечано је отворена 8. септембра 1997. године, а управљање Баштом поверено је Природно-математичком факултету. 
До сада је потпуно уређено око 5 ha, а Башта се и даље уређује и допуњује новим садржајима и биљним врстама. Тако је 2000. урађен Главни пројекат уређења слободних површина прве фазе. Ботаничка башта нема стална средства финансирања, па се нове биљке обезбеђују преко пројеката и донацијама, најчешће грађана, а 2022. године, уз помоћ компанијске донације, уређене су две површине на којима је засађено 35 дрвенастих и зељастих биљних врста. Како за Ботаничку башту Крагујевац постоји пројекат, у њу се могу уносити само оне биљне врсте које су предвиђене концептом.

## Организација Баште
Према првобитном идејном пројекту Ботаничка башта Крагујевац подељена је на три целине:
- Изложбена целина — прилазни декоративни део, едукативни део, дендраријум, алпинетум, специјалне колекције
- Административно-научна целина — адаптирана постојећа зграда (будућа Управна зграда) и објекат у изградњи за смештај лабораторија, хербаријума, библиотеке
- Економско-производна целина — расадник, пластеници, органске баште, топле леје[11]

### Изложбени део
Изложбени део представља највреднији део Ботаничке баште. Обухвата већи број тематских целина и зона са различитим биљним врстама. Специфичне и посебне тематске целине су: 
- зона флоре Европе — доминанта целина Баште, која садржи најкарактеристичније представике европске флоре
- зона флоре Азије — део Баште у којм се могу видети врсте са тог географског подручја
- зона балканских ендемита и терцијарних реликата
- камењар са хазмофитним[б] и сукултентним биљкама са подручја Балканског полуострава
- зона шумских воћкарица у којој су заступљене дрвенасте и жбунасте врсте са подручја Србије
- дендраријум
- зелени лавиринт са аутохтоним врстама
- део са огледним баштама и топлим лејама
- глистењак за производњу органског ђубрива
- кутак за шумску педагогију — кутак за животиње, мали водени екосистем и други садржаји[2]

### Еколошко едукативни садржаји Ботаничке басте
У оквиру изложбеног дела Баште од 2017. године постоје се и еколошко едукативни садржаји намењени најмлађима. Циљ је да се у овом тематском делу младима пружи јединствена прилика да у учионицама на отвореном, кроз практичан рад и семинаре, стекну нова знања из екологије, биодиверзитета и да боље разумеју процесе који се одвијају у природи. У овом тематском делу налазе се:
- кутије изненађења
- Рециклажне кофе
- Мини баште
- Башта боја
- Апотекарски врт и Пица врт — зоне са лековитим и зачинским биљкама у којој су баште лековитог биља које садрже најпознатије лековите и зачинске биљке, а одржавају их студенти, који неке од узгојених биљака користе током својих вежби и предавања у различитим ботаничким предметима[10]
- Хотел за инсекте
- Еко слагалица
- Експеримент колонизације
- Експеримент компостирања
- Летњиковац

- Хотел за инсекте
- Рециклажне кофе
- Рециклажна табла
- Апотекарски врт
- Кутије изненађења
- Еко слагалица
- Стаза осећаја
- Сунчани сат

## Значај Ботаничке баште у Крагујевцу
Ботаничка башта у Крагујевцу има вишеструки значај. На простору Баште као научно-наставне базе одвијају се активности научних радника којима се омогућава континуирано очување биодиверзитета флоре Србије, доприноси очувању генофонда аутохтоних врста што има велики практични значај и у очувању угрожених биљних врста Србије и Балканског полуострва. Такође, Башта је и место активности едукације у области заштите биодиверзитета и животне средине, чиме се подиже степен еколошке културе најшире популације. 

### Научно-наставна база
Ботаничка башти пре свега представља научно-наставну базу и велику лабораторију на отвореном, тако да пружа велике едукативне могућности. Поред наставе за студенте Природно-математичког факултета, Института за биологију и екологију реализује се теоријска и практична настава, као и научни радови из области као што су: морфологија, систематика и фитогеографија биљака, екологија биљних врста и заједница, таксономска истраживања биљака, флористичка истраживања Србије, заштита ретких и угрожених биљних врста флоре Србије, истраживања индикаторске улоге биљака али и животиња у детекцији стања животне средине и друга фундаментална истраживања из области биологије.
У Ботаничкој башти, као центру за очување биљног генофонда и заштити угрожених биљних врста, врше се примењена ботаничка истраживања првенствено усмерена на конзервацији врста у in situ (на природном станишту) и ex situ условима (ван природног станишта).
- Заштита in situ подразумева очување климатогене заједнице храстовог појаса, односно аутохтоних шума сладуна и цера (Quercetum frainetto - cerris Rudski 1949).
- Заштита ex situ подразумева заштиту биодиверзитета флоре Србије умножавањем, на терену Ботаничке баште, појединих угрожених, реликтних и ендемичних врста. Њиховом поновном садњом на природним стаништима обезбеђује се опстанак врста на угроженим локалитетима. На простору Ботаничке баште гаје се и чувају реликтне и ендемичне врсте Балканског полуострава, као што су Picea omorika (Pančić) Purk., Pinus heldreichii H. Christ., Pinus peuce Griseb., Forsythia europaea Degen & Bald. и друге.[2]

### Ширење еколошке културе
У Ботаничкој башти Крагујевац велика пажња поклања се ширењу еколошке културе у најширој популацији, а посебна пажња поклања се најмлађима. Део простора у Башти намењен је различитим еколошко едукативним садржајима који су прилагођени школској и предшколској деци. Међу њима су летњиковац „Еко слагалица“, „Тематски врт – зачинска башта“, „Врт за колонизацију“, „Башта боја“, „Хотел за инсекте“, „Мини башта“, „Пица врт“, „Апотекарски врт“ и други. Осим едукације школске и предшколске деце, ови програми намењени су и едукацији васпитача, наставника и професора, који такву младу популацију треба да врате природи и очувању животне средине. Свако обданиште и школе имају једно парче баште где могу да направе своју малу башту, прате развој биљака од семена до плода и уче како се биљке саде, гаје и третирају.

## Спортско-рекреативни и туристички потенцијали
Осим едукативних, посетиоцима Ботаничке баште Крагујевац доступни су и бројни туристички садржаји, па је Башта укључена је у туристичку понуду Града Крагујевца, а многе државне и локалне телевизијске станице користе то прелепо окружење као сценску поставку за своје програме. 
Међу најатрактивнијим садржајима су „хотел за инсекте”, кутије изненађења, велика слагалица са сликама корисних инсеката, садржаји који су посебно занимљиви најмлађима. Поред ових садржаја на простору Баште су, под трешњом и крај бунара, постављене и две библиотеке на отвореном — једна са литературом за најмлађе, а друга са стручном литературом. У Башти постоји и кутак за венчање, а стреличарски клуб „Око соколово“ на простору Ботаничке баште одржава своје тренинге, а за узврат доприносе одржавању баште.
У Ботаничкој башти Крагујевац током целе године организују се и бројни програми, међу којима су музички концерти, летњи  дневни камп за  децу, различите еколошке радионице, Новогодишњи базар на ком се, између осталог, продају и сувенири направљени делом од биљака из баште и који су потпуно уникатни и домаће израде и други.
- Донација удружења Аутизам Крагујевац
- Терен за тренинг стреличарског клуба Око соколово
- Поклони и донације грађана
- Кутак за сликање младенаца

## Признања
Тим Ботаничке баште и Институт за биологију и екологију Природно математичког факултета у Крагујевцу добили су 2022. године вредно признање „Зелени лист“ за креативност у осмишљавању природног амбијента и еколошког садржаја.
Детаљи из Баште